# Amagasaki
Amagasaki (japonsky 尼崎市, Amagasaki-ši) je japonské průmyslové město v prefektuře Hjógo. Město bylo založeno 1. dubna 1916. V roce 2008 zde žilo okolo 460 000 obyvatel, přičemž ještě před 40 lety zde bylo o 100 000 obyvatel více.

## Rodáci
- Maiko Nakaokaová (* 1985) – fotbalistka

## Partnerská města
- An-šan, Čína (2. únor 1983)
- Augsburg, Německo (7. duben 1956)